# Lophoturus humphreysi
Lophoturus humphreysi – gatunek dwuparców z rzędu strzępnic i rodziny Lophoproctidae.
Gatunek ten opisany został w 2014 roku przez Monique Nguyen Duy-Jacquemin na podstawie pojedynczego samca, odłowionego w 1998 roku. Epitet gatunkowy nadano na cześć myriapodologa Williama Humphreysa.
Strzępnica o ciele długości 3,6 mm. Głowa ma z tyłu ciemienia parę kępek złożonych z dwóch rzędów włosów (trichomów) każda; przednie rzędy mają po 22–23 włosy, a tylne po 2–3 włosy. Warga górna ma pięć blaszkowatych wyrostków w części przednio-środkowej, a jej powierzchnię porastają drobne szczecinki kutykularne. Przednie sensilla basiconica na członach czułków szóstym i siódmym są krótsze i trochę cieńsze niż pozostałe. Tułów ma na tergitach trichomy ułożone w po dwie oddzielne kępy owalnego kształtu i dodatkowe rzędy wzdłuż ich tylnych krawędzi. Odległość między owalnymi kępami na tergitach jest znacznie większa niż średnica kęp. Na wydłużonych odnóżach, z wyjątkiem goleni i stóp występują owalne szczeciny. Stopy drugiej pary odnóży mają kolce podobnej długości jak telotarsus. Na każdym pazurku występuje mały ząbek sternalny. Trichomy w ogonowym pędzelku mają po trzy haczyki. 
Wij znany wyłącznie z dwóch jaskiń w środkowej części Wyspy Bożego Narodzenia.